# LGA 1366
LGA 1366, znan kao i Socket B je podnožje za Intel mikroprocesore. LGA je kratica od Land Grid Array. LGA 1366 nasljednik je podnožja LGA 775, znanog još kao Socket T kod stolnih računala i LGA 771 odnosno Socket J podnožja. Ovo podnožje nema nikakvih rupica već ima nožice odnosno pinove koji se slažu s utorima na donjoj strani procesora. U studenom 2008. Intel je predstavio procesor Intel Core i7, prvi procesor koji koristi LGA 1366 podnožje.